# Сиктарва
Сиктарва (груз. სიქთარვა) — село в Грузии, на территории Тержольского муниципалитета края (мхаре) Имеретия.

## География
Село находится в западной части Грузии, на левом берегу реки Дзеврулы, на расстоянии 4 километров к западу от города Тержола, административного центра муниципалитета. Абсолютная высота — 194 метра над уровнем моря.

## Население
По результатам официальной переписи населения 2014 года, в Сиктарве проживало 1148 человек (565 мужчин и 583 женщины). В национальной структуре населения грузины составляли 99,7 %, русские — 0,2 %, татары — 0,1 %.
| Год  | Население, человек |
| ---- | ------------------ |
| 2002 | 1464               |
| 2014 | ↘ 1148             |